# Topeka
|  | Per a altres significats, vegeu «Topeka (desambiguació)». |

Topeka és la capital de l'estat de Kansas, als Estats Units. És la quarta ciutat més gran de l'estat, rere Wichita, Overland Park i Kansas City. També és la capital del Comtat de Shawnee, el nom del qual és degut al fet que era el territori dels indis Shawnee. Topeka és una paraula nadiua que significa "bon lloc per conrear-hi patates". Tres vaixells de la Marina dels Estats Units d'Amèrica han estat batejats USS Topeka en honor de la ciutat.

## Població

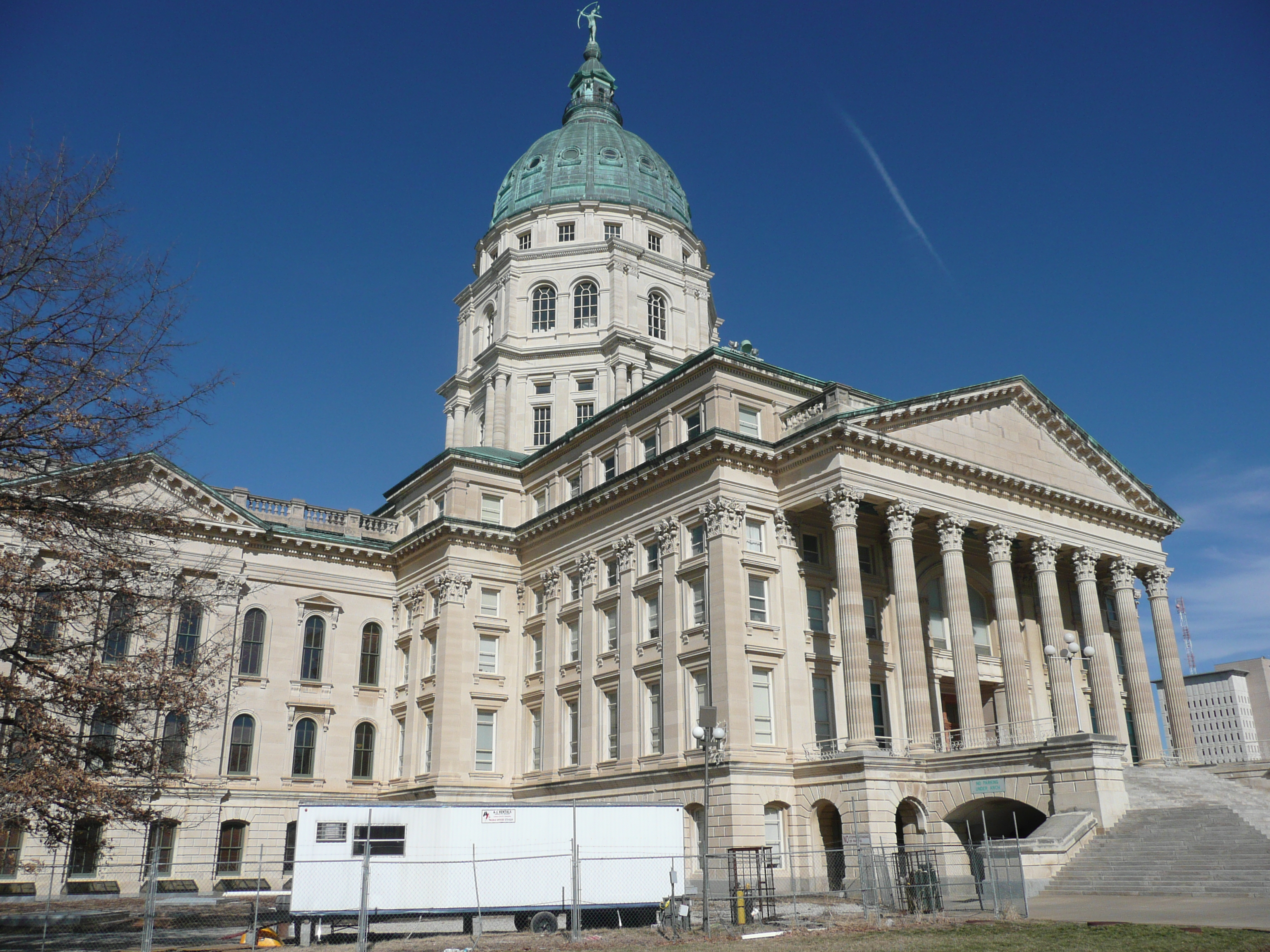
Capitoli estatal de Kansas, a Topeka.

- Segons el cens de l'any 2000, té una població de 122.377 habitants.

## Geografia
- Altitud: 304 metres.
- Latitud: 39° 02′ 53″ N
- Longitud: 095° 40′ 40″ O